# Aeschynomene brevifolia
Aeschynomene brevifolia är en ärtväxtart som beskrevs av Jean Louis Marie Poiret. Aeschynomene brevifolia ingår i släktet Aeschynomene och familjen ärtväxter. Inga underarter finns listade i Catalogue of Life.